# Эрдоган, Юсуф
Юсуф Эрдоган (тур. Yusuf Erdoğan; 7 августа 1992 года, Ыспарта) — турецкий футболист, полузащитник турецкого клуба «Коньяспор».

## Клубная карьера
Юсуф Эрдоган — воспитанник футбольного клуба «Араклыспор», за который он выступал в турецкой Третьей лиге. В августе 2011 года он перешёл в «1461 Трабзон», а летом 2013 года — в «Трабзонспор». 18 августа 2013 года Юсуф Эрдоган дебютировал в турецкой Суперлиге, выйдя на замену в конце гостевого поединка против «Бешикташа». 3 ноября того же года он забил свой первый гол на высшем уровне, открыв счёт в домашнем матче с «Элязыгспором». В сентябре 2017 года Юсуф Эрдоган стал футболистом «Бурсаспора».